# Capacidade de Planeamento e Conduta Militar
A Capacidade de Planeamento e Conduta Militar (MPCC na sigla inglesa) é um quartel-general operacional permanente (OHQ) no nível estratégico militar para operações militares de até 2 500 soldados (ou seja, o tamanho de uma brigada) implementado como parte da Política Comum de Segurança e Defesa (PCSD) da União Europeia (UE) até ao final de 2020. Desde a sua criação em 2017, o MPCC comandou três missões de treino na Somália, Mali e República Centro-Africana.
O MPCC faz parte do Estado-Maior da UE (EUMS), uma direção-geral do Serviço Europeu de Ação Externa (SEAE), e o Diretor Geral do EUMS também atua como Diretor do MPCC - exercendo o comando e controlo sobre as operações.
Através da Célula de Coordenação de Apoio Conjunto (JSCC), o MPCC coopera com a sua contraparte civil, a Capacidade de Planeamento e Conduta Civil (CPCC).
O MPCC está situado no edifício Kortenberg em Bruxelas, Bélgica, juntamente com vários outros órgãos da PCSD.